# زلنتسکا لهوتا
زلنتسکا لهوتا (به لاتین: Zelenecká Lhota) یک منطقهٔ مسکونی در جمهوری چک است که در شهرستان ییچین واقع شده‌است.